# Корчинский, Александр Васильевич
Александр Васильевич Корчинский (2 июля 1938, Преображенка, Николаевская область — 8 декабря 2011, Ингулец, Херсонская область) — советский хозяйственный, государственный и политический деятель.

## Биография
Родился 2 июля 1938 года. Член КПСС.
С 1959 года — на хозяйственной, общественной и политической работе. В 1959—1998 годах — звеньевой тракторной бригады совхоза имени 60-летия Советской Украины села Ингулец Белозёрского района Херсонской области.
За широкое использование результатов научных исследований и внедрение передового опыта в производство риса, кукурузы, гречихи, сахарной свёклы, льна, обеспечивших значительное повышение культуры земледелия, эффективное использование техники и рост на этой основе производства сельскохозяйственной продукции, и инициативу в развитии наставничества в составе коллектива был удостоен Государственной премии СССР за выдающиеся достижения в труде 1977 года.
Умер в 2011 году.